# Le Noirmont (monte)
Le Noirmont è un'altura appartenente al Massiccio del Giura, alta 1567 m s.l.m., situata nel comune di Arzier-Le Muids, nel canton Vaud. La vetta si trova in Svizzera, ma il confine con la Francia lambisce le pendici occidentali del monte.